# La Guerre des robots (film, 1978)
Pour les articles homonymes, voir La Guerre des robots.
Pour plus de détails, voir Fiche technique et Distribution.
La Guerre des robots (La guerra dei robot) est un film de science-fiction italien réalisé par Alfonso Brescia et sorti en 1978.
C'est le troisième de quatre films de space opera à petit budget que Brescia réalise en l'espace de deux ans. Il suit Anno zero - Guerra nello spazio et La Bataille des étoiles et précède Sette uomini d'oro nello spazio.

## Synopsis
Le professeur Carr et son assistant sont enlevés par les hommes d'Angus. Depuis la base spatiale terrestre Sirius, menacée de destruction si le réacteur atomique n'est pas désactivé, Trissa Crew est envoyée à leur recherche avec le commandant, John Boyd.

## Fiche technique
Sauf indication contraire, les informations mentionnées dans cette section peuvent être confirmées par la base de données cinématographiques IMDb,  présente dans la section « Liens externes ».
- Titre français : La Guerre des robots[1],[2]
- Titre original : La guerra dei robot[3],[4]
- Réalisation : Alfonso Brescia (sous le nom de « Al Bradley »)
- Assistant réalisateur : Massimo Carocci (sous le nom de « Max Carr »), Franco Pasquetto (sous le nom de « Frank Parsons »)
- Scénario : Alfonso Brescia, Aldo Crudo (it) (sous le nom de « Alan Rawton »)
- Photographie : Silvio Fraschetti (sous le nom de « Cyril Franks »)
- Montage : Carlo Reali[4]
- Musique : Marcello Giombini (sous le nom de « Marcus Griffin »)
- Décors : Mimmo Scavia (it), Adriana Bellone (it) (sous le nom de « Adrienne Bell »)
- Costumes : Elena De Cupis (sous le nom de « Helena Cuthbert »)
- Trucages : Raul Ranieri (sous le nom de « Ralph Rainer »)
- Production : Luigi Alessi (sous le nom de « Lewis Allenby »)
- Sociétés de production : Nais Film, Koala Cinematografica[4]
- Pays de production :  Italie
- Langue de tournage : italien
- Format : Couleur (Telecolor) - Son mono - 35 mm
- Durée : 103 minutes[3]
- Genre : Science-fiction
- Dates de sortie :
  - Italie : 21 avril 1978
  - France : 1983[1]

## Distribution
- Antonio Sabàto : Capitaine John Boyd
- Yanti Somer : Julie
- Malisa Longo (sous le nom de « Melissa Long ») : Lois
- Patrizia Gori (sous le nom de « Patricia Gore ») : Trissa Crew
- Giacomo Rossi Stuart (sous le nom de « James R. Stuart ») : Roger
- Roberto Bianchetti (sous le nom de « Robert Barnes »)
- Aldo Canti (sous le nom de « Nick Jordan ») : Kuba l'extra-terrestre
- Enrico Gozzo (sous le nom de « Henry Goddard »)
- Licinia Lentini (sous le nom de « Lilian Lacy ») : L'assistante du commandant King
- Frank Siedlitz : Herb Julian
- Massimo Righi (sous le nom de « Max Wright ») : Docteur Wilkes
- Dino Scandiuzzi (sous le nom de « Dean Cantor ») : Jack
- Nicole Stoliaroff (sous le nom de « Nicole Stocks ») : Trissa crew
- Ian Pulley: Le chef des Anthoriens
- Venantino Venantini (sous le nom de « Vernon Vernons »): Paul
- Jacques Herlin (sous le nom de « Jacques Herlein ») : Professeur Carr
- Ines Pellegrini (sous le nom de « Micky Pilgrim ») : Sonia

## Accueil critique
D'après Nanarland, « Croulant sous le n’importe quoi du début à la fin, piquant tout ce qui peut être piqué dans le domaine de la science-fiction, « La Guerre des robots » est un nanar des plus agréables, à qui l’on pardonnera ses quelques baisses de rythme grâce à ses pointes de délire puissamment ridicules. ».

## Les films de science-fiction d'Alfonso Brescia
- 1977 : Anno zero - Guerra nello spazio
- 1978 : La Bataille des étoiles (Cosmo 2000 - Battaglie negli spazi stellari)
- 1978 : La Guerre des robots (La guerra dei robot)
- 1979 : Sette uomini d'oro nello spazio

Un cinquième film d'Alfonso Brescia est parfois ajouté à cette liste : La bestia nello spazio, un film érotique de science-fiction sorti en 1980.